# Fehérorosz labdarúgókupa
A fehérorosz kupa (belarusz nyelven: Кубак Беларусі) a legrangosabb labdarúgókupa Fehéroroszországban.

## A lebonyolítás rendszere
Az fehérorosz kupát egyenes kieséses rendszerben bonyolítják le, minden párosítás egymérkőzéses. 

## Döntők
| Szezon | Győztes                | Eredmény                   | Ezüstérmes                 |
| ------ | ---------------------- | -------------------------- | -------------------------- |
| 1992   | Dinama Minszk          | 6 – 1                      | Dnyapro-Transzmas Mahiljov |
| 1993   | Dinama Minszk          | 2 – 1                      | Vedrics-97 Recsica         |
| 1994   | Dinama Minszk          | 3 – 1                      | FK Fandok Babrujszk        |
| 1995   | Dinama-93 Minszk       | 1 – 1 (11-esekkel: 7 – 6)  | FK Tarpeda Mahiljov        |
| 1996   | MPKC Mazir             | 4 – 1                      | Dinama Minszk              |
| 1997   | Belsina Babrujszk      | 2 – 0                      | Dinama-93 Minszk           |
| 1998   | Lakamativ Vicebszk     | 2 – 1 (h.u.)               | Dinama-93 Minszk           |
| 1999   | Belsina Babrujszk      | 1 – 1 (11-esekkel: 4 – 2)  | Dinama-93 Minszk           |
| 2000   | Szlavija Mazir         | 2 – 1                      | Tarpeda-MAZ Minszk         |
| 2001   | Belsina Babrujszk      | 1 – 0 (h.u.)               | Szlavija Mazir             |
| 2002   | FK Homel               | 2 – 0                      | BATE Bariszav              |
| 2003   | Dinama Minszk          | 2 – 0                      | Lakamativ Minszk           |
| 2004   | Sahcjor Szalihorszk    | 1 – 0 (h.u.)               | FK Homel                   |
| 2005   | MTZ-RIPA               | 2 – 1                      | BATE Bariszav              |
| 2006   | BATE Bariszav          | 3 – 1 (h.u.)               | Sahcjor Szalihorszk        |
| 2007   | Dinama Breszt          | 0 – 0 (11-esekkel: 4 – 3)  | BATE Bariszav              |
| 2008   | MTZ-RIPA               | 2 – 1                      | Sahcjor Szalihorszk        |
| 2009   | Naftan Navapolack      | 2 – 1 (h.u.)               | Sahcjor Szalihorszk        |
| 2010   | BATE Bariszav          | 5 – 0                      | Torpedo–BelAZ Zsogyino     |
| 2011   | FK Homel               | 2 – 0                      | FK Nyoman Hrodna           |
| 2012   | Naftan Navapolack      | 2 – 2 (11-esekkel: 4 – 3)  | FK Minszk                  |
| 2013   | FK Minszk              | 1 – 1 (11-esekkel: 4 – 1)  | Dinama Minszk              |
| 2014   | Sahcjor Szalihorszk    | 1 – 0                      | FK Nyoman Hrodna           |
| 2015   | BATE Bariszav          | 4 – 1                      | Sahcjor Szalihorszk        |
| 2016   | Torpedo–BelAZ Zsogyino | 0 – 0 (11-esekkel: 3 – 2)  | BATE Bariszav              |
| 2017   | Dinama Breszt          | 1 – 1 (11-esekkel: 10 – 9) | Sahcjor Szalihorszk        |
| 2018   | Dinama Breszt          | 3 – 2                      | BATE Bariszav              |
| 2019   | Sahcjor Szalihorszk    | 2 – 0                      | Vicebszk                   |
| 2020   | BATE Bariszav          | 1 – 0 (h.u.)               | Dinama Breszt              |
| 2021   | BATE Bariszav          | 2 – 1                      | Iszlacs Minszk             |

## Örökmérleg
| Klub                 | # |
| -------------------- | - |
| BATE Bariszav        | 5 |
| Sahcjor Szalihorszk  | 3 |
| Dinama Breszt        | 3 |
| Belsina Babrujszk    | 3 |
| Dinama Minszk        | 3 |
| Szlavija Mazir       | 2 |
| MTZ-RIPA             | 2 |
| FK Homel             | 2 |
| Naftan Navapolack    | 2 |
| Nyoman Hrodna        | 1 |
| Dinama-93 Minszk     | 1 |
| Lakamativ-96 Vicebsk | 1 |
| FK Minszk            | 1 |

## Külső hivatkozások
- Kupadöntők és eredmények az rsssf.com-on (angolul)